# Bydgoszczkanalen
Bydgoszczkanalen (tyska Brombergkanalen) är en kanal i Pommern som förbinder floderna Brda (Brahe) och Noteć (Netze) och därmed Oder och Wisłas (Weichsels) flodsystem. Byggnadsplanerna utarbetades under Polens siste kung Stanisław II August Poniatowski men byggnationen genomfördes 1773–1774 sedan området tillfallit Preussen. Kanalen är 27 kilometer lång, 19,5 meter bred, 1,6 meter djup med 9 slussar.